# Mückenburg (Kirchlotheim)
Die Mückenburg, auch Mückeburg genannt, bei Kirchlotheim, einem Gemeindeteil von Vöhl im nordhessischen Landkreis Waldeck-Frankenberg (Deutschland), ist eine abgegangene Spornburg im Niederkellerwald, von der noch Wallgräben vorhanden sind und die als Kulturdenkmal ausgewiesen ist.

## Geographische Lage
Der Ort der einstigen Mückenburg liegt im zum Niederkellerwald gehörenden Naturraum Lotheimer Täler zwischen dem rund 500 m nordöstlich und jenseits der Eder beim Flusskilometer 72,5 befindlichen Kirchlotheim und der etwa 1,5 km (jeweils Luftlinie) südwestlich gelegenen Ortschaft Buchenberg. Er befindet sich auf einem etwa 285 m ü. NHN hohen Bergsporn (ca. 40 m oberhalb der Eder) des Weidenbergs (383,7 m), einem bewaldeten Ostausläufer des Langen Bergs (413,9 m). Nördlich unterhalb der einstigen Burgstelle liegt im Edertal der Bauernhof Goldacker.

## Geschichte und Anlage
Die Mückenburg wurde vermutlich im 10. Jahrhundert erbaut. Als ehemaliger Besitzer wird das Kloster Haina (um 1235) genannt. Von der einstigen, gegen den Hang gesicherten Anlage sind noch Reste zweier Wallgräben vorhanden.

## Tourismus und Wandern
Östlich vorbei an der einstigen Mückenburg führt entlang der Eder ein Abschnitt des etwa 6 km langen Rundwanderwegs, der auch zur jenseits des Flusses gelegenen Burg am Backofen führt. Ein Stichweg steigt zur Burgstelle an.